# Leges Aelia et Fufia
Las Leges Aelia et Fufia fueron leyes establecidas en torno al año 150 a. C. durante la República Romana. El presunto objeto de esta legislación fue la extensión del derecho de obnuntiatio, es decir, un procedimiento por el que se informaba desfavorablemente sobre algún signo de presagio, algo que va a suceder, los omina (su singular es omen) observados en las Asambleas Legislativas, impidiendo la aprobación de una ley y obligando así a dar por finalizados los asuntos públicos hasta el próximo día legal. 
De esta manera, la regulación de determinados auspicios entraba en el marco escrito de la constitución republicana. Este derecho, previamente reservado al Colegio de Augures, se extendió a todos los magistrados, restando así una ventaja política clave para los políticos que eran miembros de este colegio sacerdotal.  Esta legislación fue derogada en el 58 a. C. por las Leges Clodiae.